# Gouvernement Ryti I
République de Finlande
Cajander III Ryti II
Le gouvernement Ryti I est le 23ème gouvernement de la République de Finlande, qui a siégé 118 jours du 1 décembre 1939 au 27 mars 1940.

## Composition
| Ministre                                                       | Période               | Parti | Parti          |
| -------------------------------------------------------------- | --------------------- | ----- | -------------- |
| Premier ministre Risto Ryti                                    | 1.12.1939 – 27.3.1940 |       | Edistyspuolue  |
| Ministre des Affaires étrangères Väinö Tanner                  | 1.12.1939 – 27.3.1940 |       | SDP            |
| Ministre de la Justice J. O. Söderhjelm                        | 1.12.1939 – 27.3.1940 |       | RKP            |
| Ministre de l'Intérieur Ernst von Born                         | 1.12.1939 – 27.3.1940 |       | RKP            |
| Ministre de la Défense Juho Niukkanen                          | 1.12.1939 – 27.3.1940 |       | Parti agrarien |
| Ministre des Finances Mauno Pekkala                            | 1.12.1939 – 27.3.1940 |       | SDP            |
| Ministre de l'Éducation Uuno Hannula                           | 1.12.1939 – 27.3.1940 |       | Maalaisliitto  |
| Ministre de l'agriculture Pekka Heikkinen                      | 1.12.1939 – 27.3.1940 |       | Maalaisliitto  |
| Vice-Ministre de l'agriculture Juho Koivisto                   | 1.12.1939 – 27.3.1940 |       | Maalaisliitto  |
| Ministre des Transports et des Travaux publics Väinö Salovaara | 1.12.1939 – 27.3.1940 |       | SDP            |
| Ministre du Commerce et de l'Industrie Väinö Kotilainen        | 1.12.1939 – 27.3.1940 |       | amm.           |
| Ministre des Affaires sociales Karl-August Fagerholm           | 1.12.1939 – 27.3.1940 |       | SDP            |
| Ministre du bien-être public Rainer von Fieandt                | 1.12.1939 – 27.3.1940 |       | amm.           |
| Ministre sans portefeuille Juho Kusti Paasikivi                | 1.12.1939 – 27.3.1940 |       | amm.           |